# ميلتون إل. وود
ميلتون إل. وود (بالإنجليزية: Milton L. Wood)‏ هو قسيس أمريكي، ولد في 21 أغسطس 1922، وتوفي في 16 يوليو 2015.